# Безбилетник (фильм)
«Безбилетник» (нем. Schwarzfahrer) — короткометражный фильм, который в 1994 году был удостоен премии «Оскар» в номинации «Лучший игровой короткометражный фильм».

## Сюжет
Действие происходит в начале 90-х годов в Берлине. Темнокожий парень едет в трамвае. Он подвергается унижениям и оскорблениям со стороны пожилой немки. На протяжении 12 минут старуха говорит, что выходцы из Африки необразованы, от них плохо пахнет, они являются разносчиками СПИДа и тому подобное. Парень чувствует себя неуютно, но перечить не пытается. Когда приходит контролёр, юноша выхватывает у старухи билет и съедает его. Когда немка объясняет, что парень только что проглотил её билет, тот только улыбается, пожимает плечами и предъявляет свой. Старуху забирают за безбилетный проезд.

## В ролях
| Актёр       | Роль              |
| ----------- | ----------------- |
| Сента Мойра | пожилая женщина   |
| Пол Аутлоу  | темнокожий парень |